# Иоганн Вильгельм (герцог Саксен-Веймарский)
Иоганн Вильгельм I Мария Саксен-Веймарский  (нем. Johann Wilhelm I. Maria von Sachsen-Weimar; 11 марта 1530, Торгау — 2 марта 1573, Веймар) — герцог саксонский, второй сын курфюрста Саксонии Иоганна Фридриха Великодушного и Сибиллы Клевской.

## Биография
Во время нахождения последнего в плену, а также после его смерти Иоганн Вильгельм одно время управлял государством вместе со старшим братом, Иоганном Фридрихом Средним.
В 1557 году он вступил в испанское войско и участвовал в сражении при Сен-Кантене, но вскоре перешёл на французскую службу.
После смерти младшего брата Иоганна Фридриха III Иоганн Вильгельм разделил оставшиеся после него владения со старшим братом, Иоганном-Фридрихом Средним: были учреждены два герцогства: Саксен-Веймарское и Саксен-Кобургское, которыми братья должны были меняться через каждые три года.
На Аугсбургском сейме Иоганн Фридрих Средний был лишен своих верховных прав и Иоганн Вильгельм стал единовластным обладателем всех эрнестинских владений. Заботясь о примирении религиозных течений, Иоганн Вильгельм собирал в Альтенбурге тюрингских учёных, но пятимесячные прения не привели ни к какому результату. Получая субсидии от французского короля, Иоанн Вильгельм был вынужден послать ему помощь против гугенотов, оправдывая это тем, что считает их мятежниками против королевской власти. После мира в Лонжюмо Иоганн Вильгельм отозвал своё войско обратно.
В 1572 году в Эрфурте собралась имперская комиссия, которая, несмотря на протесты Иоганна Вильгельма, отделила часть его земель в пользу детей его брата Иоганна-Фридриха Среднего, при чём за Иоганном Вильгельмом остались Веймар, Йена и Альтенбург.

## Семья
Иоганн Вильгельм I был женат на Доротее Сусанне Пфальцской, урождённой пфальцграфине Зиммернской, дочери Фридриха III. У них родилось четверо детей:
- Фридрих Вильгельм I (1562—1602), герцог Саксен-Альтенбурга, женат на Софии Вюртембергской (1563—1590), затем на пфальцграфине Анне Марии Нейбургской (1575—1643)
- Иоганн III (1570—1605), герцог Саксен-Веймара, женат на Доротее Марии Ангальтской (1574—1617)
- Сибилла Мария (1563—1569)
- Мария (1571—1610), аббатиса Кведлинбургского монастыря.